# Madu
Madu, maru, singauta – rodzaj kombinowanej broni, łączącej cechy sztyletu i tarczy. Była ona charakterystyczna dla Indii, wykonywano ją pierwotnie z rogów antylopy.
Tę typową dla Indii broń wykonywano przez połączenie rogów antylopy indyjskiej w ten sposób, by ich końce sterczały w przeciwnych kierunkach. Rogi z reguły częściowo się na siebie nakładały, ale mogły być też przytwierdzone do wspólnej rękojeści. Na rękojeść nakładano niewielką (15–23 cm), metalową lub skórzaną tarczę. Długość broni, liczona od końców rogów, wynosiła między 80 a 120 cm (na ogół przekraczała 90 cm). Końce rogów z reguły wzmacniano stalowymi nakładkami, czasami zostawiano w formie naturalnej – lub przeciwnie, całą broń wykonywano z metalu. Zdarzało się, że rogi uzupełniano trzecim ostrzem, w postaci sztyletu umocowanego prostopadle do linii rogów. Jeśli broń była zdobiona, ornamenty umieszczano na tarczy lub na metalowych okuciach rogów.
W pełni metalowe madu mogły mieć formę naśladującą rogi antylop lub prostą. Jeśli „rogi” zastępowano głowniami typu nożowego wówczas powstawała pokrewna broń zwana haladie. Inną pokrewną bronią było sainti w postaci pręta z grotem na jednym końcu i rękojeścią w środku, na której osłonie umieszczono wystające ostrze.
Madu popularne było w Maharasztrze i Radżastanie. Używane było przez Marathów, a także przez ludy plemienne jak Bhilowie. Innymi jej użytkownikami byli jogini i fakirowie, którym religia zakazywała noszenia zwykłej broni. Czasem wojownicy walczący mieczem trzymali w drugiej ręce madu, używając jej do parowania, jako małej tarczy pięściowej.
W rozdziale VIII powieści Kim Rudyarda Kiplinga fakir używa madu (opisanej jako „złączone rogi antylopy, jedyną ziemską broń fakira”) do walki z policjantem.

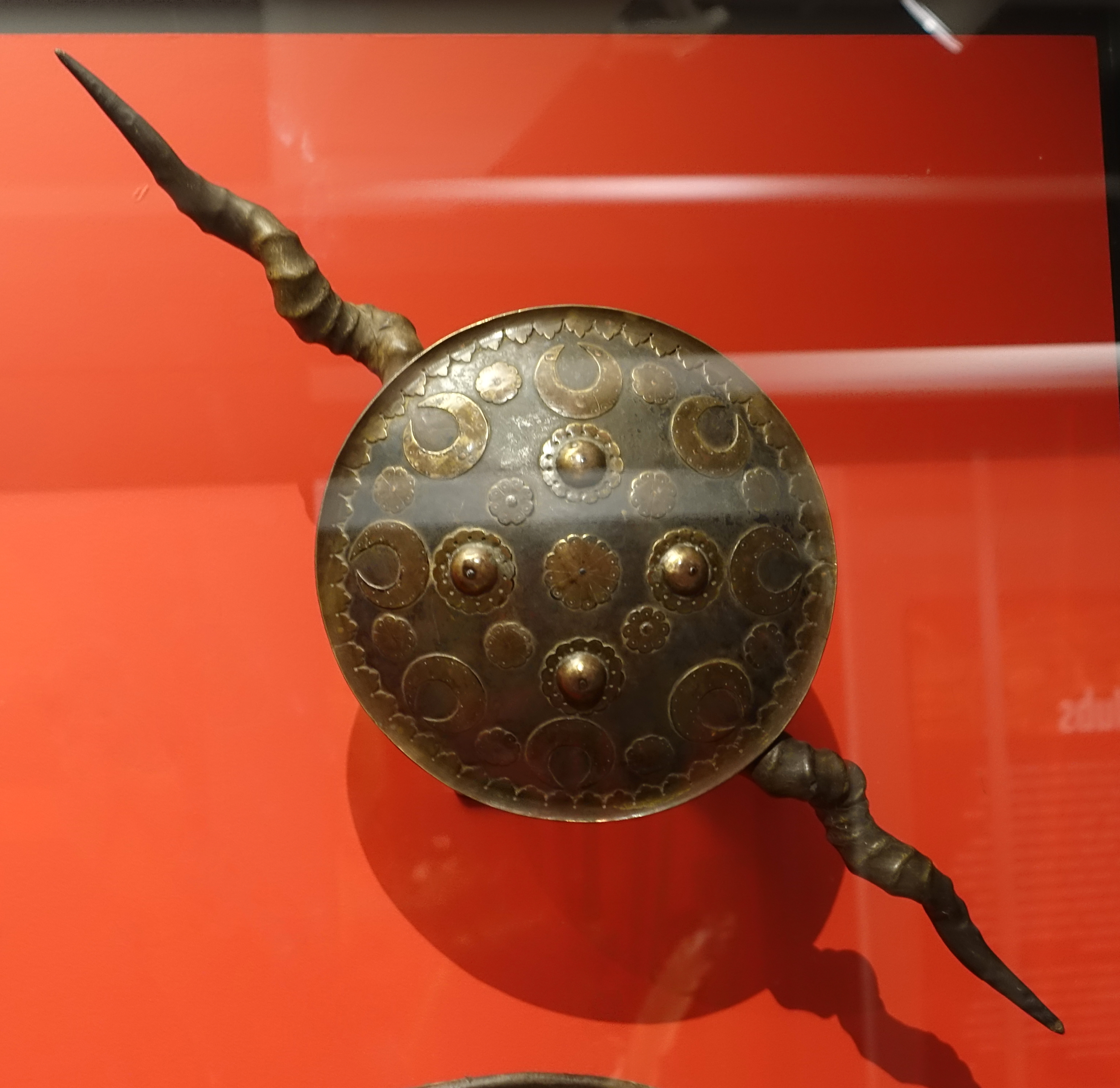
Madu o zdobionej tarczy i rogach bez wzmocnienia
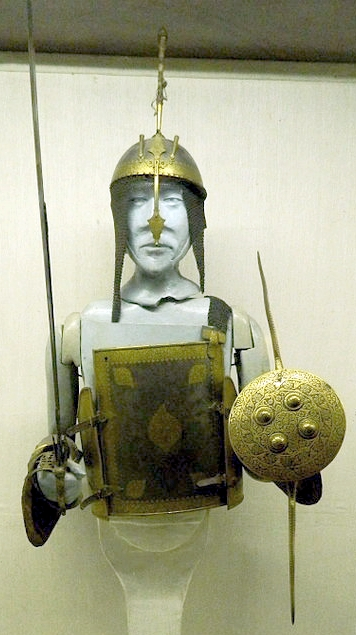
Manekin żołnierza w zbroi typu czar-aina, z w pełni metalowym madu w ręce
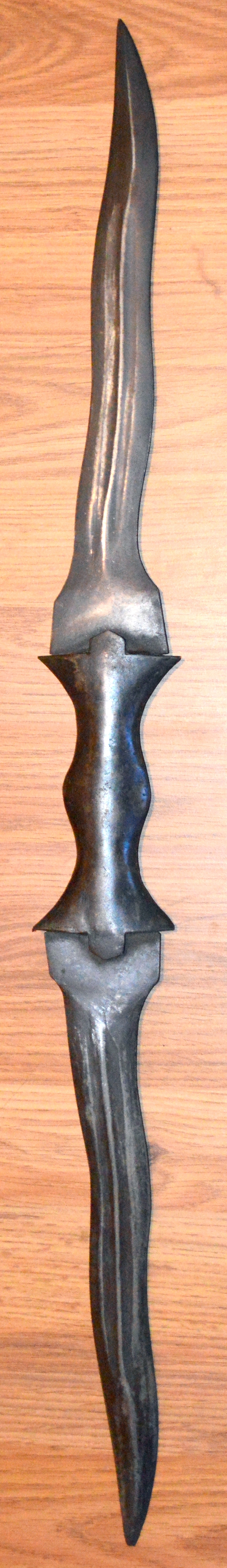
Haladie